# Hungarian Grand Prix 2023 - Qualificazioni singolare
Le qualificazioni del singolare del Hungarian Grand Prix 2023 sono state un torneo di tennis preliminare per accedere alla fase finale della manifestazione. Le vincitrici dell'ultimo turno sono entrate di diritto nel tabellone principale. In caso di ritiro di una o più giocatrici aventi diritto, a questi sono subentrati i Lucky loser, ossia le giocatrici che hanno perso nell'ultimo turno ma che avevano una classifica più alta rispetto alle altre partecipanti che avevano comunque perso nel turno finale.

## Teste di serie
1. Valentini Grammatikopoulou (ultimo turno, lucky loser)
2. Marija Timofeeva (ultimo turno, lucky loser)
3. Irene Burillo Escorihuela (qualificata)
4. Kaja Juvan (qualificata)
5. Louisa Chirico (qualificata)
6. Berfu Cengiz (ultimo turno)

1. Astra Sharma (qualificata)
2. Jana Fett (ultimo turno)
3. Nina Potočnik (ultimo turno)
4. Kateryna Volodko (qualificata)
5. Valerija Strachova (ultimo turno)
6. Lena Papadakis (primo turno)

## Qualificate
1. Astra Sharma
2. Anna Sisková
3. Irene Burillo Escorihuela

1. Kaja Juvan
2. Louisa Chirico
3. Kateryna Volodko

### Lucky loser
1. Valentini Grammatikopoulou

1. Marija Timofeeva

## Tabellone

### Legenda
| - Q = Qualificato - WC = Wild card - LL = Lucky loser | - ALT = Alternate - SE = Special Exempt - PR = Protected Ranking | - w/o = Walkover - r = Ritirato - d = Squalificato |

### Sezione 1
|  | Primo turno | Primo turno                | Primo turno    | Primo turno | Primo turno |  |  | Ultimo turno | Ultimo turno               | Ultimo turno               | Ultimo turno | Ultimo turno |  |
|  |             |                            |                |             |             |  |  |              |                            |                            |              |              |  |
|  | 1           | Valentini Grammatikopoulou | 6              | 3           | 6           |  |  |              |                            |                            |              |              |  |
|  |             | Adrienn Nagy               | 2              | 6           | 4           |  |  | 1            | Valentini Grammatikopoulou | Valentini Grammatikopoulou | 3            | 1            |  |
|  | WC          | Rebeka Stolmár             | Rebeka Stolmár | 1           | 0           |  |  | 7            | Astra Sharma               | Astra Sharma               | 6            | 6            |  |
|  | 7           | Astra Sharma               | Astra Sharma   | 6           | 6           |  |  |              |                            |                            |              |              |  |

### Sezione 2
|  | Primo turno | Primo turno      | Primo turno      | Primo turno | Primo turno |  |  | Ultimo turno | Ultimo turno     | Ultimo turno | Ultimo turno | Ultimo turno |  |
|  |             |                  |                  |             |             |  |  |              |                  |              |              |              |  |
|  | 2           | Marija Timofeeva | Marija Timofeeva | 6           | 6           |  |  |              |                  |              |              |              |  |
|  |             | Ulrikke Eikeri   | Ulrikke Eikeri   | 3           | 2           |  |  | 2            | Marija Timofeeva | 1            | 6            | 65           |  |
|  |             | Anna Sisková     | 2                | 7           | 6           |  |  |              | Anna Sisková     | 6            | 3            | 7            |  |
|  | 12          | Lena Papadakis   | 6                | 6           | 1           |  |  |              |                  |              |              |              |  |

### Sezione 3
|  | Primo turno | Primo turno               | Primo turno               | Primo turno | Primo turno |  |  | Ultimo turno | Ultimo turno              | Ultimo turno | Ultimo turno | Ultimo turno |  |
|  |             |                           |                           |             |             |  |  |              |                           |              |              |              |  |
|  | 3           | Irene Burillo Escorihuela | Irene Burillo Escorihuela | 6           | 6           |  |  |              |                           |              |              |              |  |
|  | WC          | Melinda Bíró              | Melinda Bíró              | 2           | 2           |  |  | 3            | Irene Burillo Escorihuela | 3            | 6            | 6            |  |
|  |             | Freya Christie            | Freya Christie            | 2           | 3           |  |  | 9            | Nina Potočnik             | 6            | 0            | 1            |  |
|  | 9           | Nina Potočnik             | Nina Potočnik             | 6           | 6           |  |  |              |                           |              |              |              |  |

### Sezione 4
|  | Primo turno | Primo turno        | Primo turno        | Primo turno | Primo turno |  |  | Ultimo turno | Ultimo turno       | Ultimo turno | Ultimo turno | Ultimo turno |  |
|  |             |                    |                    |             |             |  |  |              |                    |              |              |              |  |
|  | 4           | Kaja Juvan         | Kaja Juvan         | 6           | 6           |  |  |              |                    |              |              |              |  |
|  |             | Jessie Aney        | Jessie Aney        | 2           | 0           |  |  | 4            | Kaja Juvan         | 6            | 1            | 6            |  |
|  | WC          | Anna Kántor        | Anna Kántor        | 1           | 1           |  |  | 11           | Valerija Strachova | 3            | 6            | 4            |  |
|  | 11          | Valerija Strachova | Valerija Strachova | 6           | 6           |  |  |              |                    |              |              |              |  |

### Sezione 5
|  | Primo turno | Primo turno    | Primo turno    | Primo turno | Primo turno |  |  | Ultimo turno | Ultimo turno   | Ultimo turno   | Ultimo turno | Ultimo turno |  |
|  |             |                |                |             |             |  |  |              |                |                |              |              |  |
|  | 5           | Louisa Chirico | Louisa Chirico | 6           | 6           |  |  |              |                |                |              |              |  |
|  |             | Amandine Hesse | Amandine Hesse | 1           | 1           |  |  | 5            | Louisa Chirico | Louisa Chirico | 7            | 6            |  |
|  | WC          | Panna Bartha   | Panna Bartha   | 4           | 4           |  |  | 8            | Jana Fett      | Jana Fett      | 61           | 1            |  |
|  | 8           | Jana Fett      | Jana Fett      | 6           | 6           |  |  |              |                |                |              |              |  |

### Sezione 6
|  | Primo turno | Primo turno      | Primo turno      | Primo turno | Primo turno |  |  | Ultimo turno | Ultimo turno     | Ultimo turno | Ultimo turno | Ultimo turno |  |
|  |             |                  |                  |             |             |  |  |              |                  |              |              |              |  |
|  | 6           | Berfu Cengiz     | 3                | 7           | 6           |  |  |              |                  |              |              |              |  |
|  |             | Jesika Malečková | 6                | 65          | 3           |  |  | 6            | Berfu Cengiz     | 5            | 6            | 4            |  |
|  | WC          | Viktória Varga   | Viktória Varga   | 0           | 4           |  |  | 10           | Kateryna Volodko | 7            | 2            | 6            |  |
|  | 10          | Kateryna Volodko | Kateryna Volodko | 6           | 6           |  |  |              |                  |              |              |              |  |